# Sistema monetario europeo

Paesi aderenti alla Comunità europea nel 1979, data dell'entrata in funzione dello SME

Il sistema monetario europeo, detto anche SME, entrato in vigore il 13 marzo 1979, sottoscritto dai paesi membri dell'allora Comunità economica europea (ad eccezione del Regno Unito, entrato nel 1990) e cessato di esistere il 31 dicembre 1998 con la creazione dell'Unione economica e monetaria dell'Unione europea, fu un accordo monetario europeo nato per il mantenimento di una parità di cambio prefissata (stabilita dagli Accordi europei di cambio), che poteva oscillare entro una fluttuazione del ± 2,25% (del ± 6% per Italia, Gran Bretagna, Spagna e Portogallo), avendo a riferimento un'unità di conto comune (l'ECU), determinata in rapporto al valore medio dei cambi del paniere delle divise dei paesi aderenti. 
Preceduto dal  "serpente monetario europeo", costituito nel 1972 e scioltosi due anni dopo con l'uscita di Francia e Italia, lo SME fu istituito su impulso del presidente francese Giscard d'Estaing e del cancelliere tedesco Helmut Schmidt e venne concepito alla luce del decennio precedente caratterizzato da una forte inflazione in Europa e nei paesi occidentali, con la volontà dunque di garantire la stabilità dei cambi valutari.
L'accordo prevedeva che nel caso di eccessiva rivalutazione o svalutazione di una moneta rispetto a quelle del paniere, il governo nazionale doveva adottare le necessarie politiche monetarie che ristabilissero l'equilibrio di cambio entro la banda. Il sistema prescriveva inoltre che ogni Stato membro conferisse a un fondo comune il 20% delle riserve in valuta e in oro.
In seguito alle turbolenze che nel 1992 avevano colpito il meccanismo di cambi (e avevano portato all'uscita di Gran Bretagna e Italia), l'accordo fu revisionato nel 1993 con l'allargamento degli Accordi europei di cambio, che portarono a un innalzamento dei margini di oscillazione della valuta fino al ± 15%, un maggiore coordinamento delle politiche monetarie, e l'ulteriore liberalizzazione dei movimenti di capitale. Fu inoltre costituito nel 1994 l'Istituto monetario europeo, con sede a Francoforte, antenato della Banca centrale europea.

## Storia
L'influenza del pensiero keynesiano aveva guidato il dibattito della conferenza di Bretton Woods nel 1944. Il sistema di regole partorito nell'incontro (dal quale si disse che Keynes uscì a ogni modo sconfitto), pur consentendo la libera circolazione dei capitali, attribuiva ai paesi la possibilità di un controllo in via amministrativa dei flussi e favoriva la gestione autonoma della politica monetaria (attraverso il rialzo o la riduzione dei tassi di interesse), pur lasciando ancorate le monete alla valuta di riferimento del dollaro (a sua volta legato all'oro), puntando al raggiungimento della piena occupazione da parte degli stati aderenti.
Il sistema monetario europeo voleva invece realizzare un mercato finanziario unico, con libera circolazione di capitali (nel 1990 l'Italia dichiara la libera circolazione dei capitali), e creare uno spazio finanziario al cui interno fosse stabilito un tasso di cambio rigido (nominale, mentre quello reale, legato all'inflazione, rimaneva profondamente squilibrato tra i vari paesi). Non era più possibile quindi sostenere la domanda globale da parte degli stati (attraverso politiche monetarie espansive), venendo anche accantonato l'obiettivo del pieno impiego. Gli stati erano obbligati a recepire il saggio di cambio dai vincoli esterni e l'equilibrio finanziario prevaleva sul progetto keynesiano del perseguimento delle politiche fiscali espansive ai fini dell'abbattimento della disoccupazione. In questa situazione sebbene le importazioni di capitali consentissero di bilanciare il conto delle partite correnti, ciò avveniva a costo di un forte rialzo dei tassi di interesse, sia sul debito pubblico, sia sul debito contratto dai soggetti privati, deprimendo gli investimenti e di conseguenza l'occupazione.

## L'unità di conto europea (European Currency Unit)
Il sistema monetario europeo era un progetto stabilito nel 1979 in cui la maggior parte degli stati della Comunità economica europea vincolavano le loro monete onde prevenire troppo ampie fluttuazioni reciproche.
Dopo il collasso del Sistema di Bretton Woods nel 1971, i paesi della CEE si accordarono nel 1972 per mantenere stabili i tassi di cambio attraverso operazioni, dando vita al cosiddetto «serpente monetario». Nel marzo del 1979, questo sistema fu rimpiazzato dal sistema monetario europeo.
Gli elementi basilari erano:
- L'ECU o Unità di conto europea: un paniere di monete, che fluttuavano entro il 2,25% (6% per la lira, a causa dell'elevato tasso di inflazione) attorno alla parità nei tassi di cambio bilaterali con altri paesi membri.
- Un meccanismo di tasso di cambio.

### Il fondo europeo per la cooperazione monetaria
Il fenomeno speculativo dell'estate 1992 coinvolse la lira italiana e la sterlina britannica. Il governo italiano, retto da Giuliano Amato, il 13 settembre decise di svalutare il cambio di riferimento della valuta nazionale complessivamente del 7%, in particolare la lira in sé fu svalutata del 3,5%, mentre le altre valute furono rivalutate del 3,5%.
Il 16 settembre dello stesso anno (giorno che sarebbe poi divenuto noto come "mercoledì nero") il governo britannico decise di far uscire la moneta nazionale dallo SME. Il giorno dopo la medesima decisione fu presa dal governo italiano.
Creato nell'ottobre 1972, stanziava gli ECU alle banche centrali dei paesi membri in cambio di depositi in oro e dollari USA.
Gli aggiustamenti periodici incrementavano i valori delle monete forti e diminuivano quelli delle monete più deboli, ma dopo il 1986 i cambi nei tassi nazionali di interesse erano soliti mantenere le valute entro un intervallo ristretto. Nei primi anni '90 lo SME era messo a dura prova dalle diverse politiche economiche e dalle differenti condizioni dei suoi membri, specialmente la Germania riunificata, e della Gran Bretagna, permanentemente ritirata dal sistema. Questo condusse al cosiddetto Compromesso di Bruxelles nell'agosto 1993 che stabiliva una nuova banda di fluttuazione del 15%.

### Il meccanismo di tassi di cambio europeo
Il sistema monetario europeo non fu sempre funzionale finché nel maggio del 1998 i paesi membri fissarono irrevocabilmente e definitivamente i loro tassi di cambio reciproci in vista della partecipazione all'Euro. Il suo successore comunque, lo SME 2, fu inaugurato nel 1999.
In esso il paniere ECU fu abbandonato e la nuova moneta unica, l'Euro, diventò un'ancora per le altre monete che partecipavano allo SME 2. La partecipazione al meccanismo è volontaria e le bande di fluttuazione restano le stesse che nel primo meccanismo di tassi di cambio, cioè ± 15% (tranne per la corona danese che mantiene la sua banda originaria di ± 2,25%), con la possibilità di collocazioni individuali più ristrette nei riguardi dell'Euro. Alla sua istituzione comprendeva due membri, la Danimarca e la Grecia.

## Accordi europei di cambio (AEC e AEC 2)
Gli Accordi europei di cambio (AEC) prevedevano la fissazione di una parità centrale per i cambi bilaterali dei paesi membri (griglia di parità): se il cambio raggiungeva i margini della banda di oscillazione, le banche centrali dei paesi interessati erano obbligate a intervenire acquistando o vendendo valuta.
Gli AEC 2, talvolta descritti come "sala d'aspetto" per arrivare all'Unione economica e monetaria dell'Unione europea, ha riguardato i nuovi paesi aderenti all'eurozona dopo il 1999. In questo stadio le monete dei paesi partecipanti sono legate all'euro con una parità fissa e hanno una banda di oscillazione di al massimo ± 15%. Dal 2015 soltanto la Danimarca partecipa a questi accordi, con un cambio centrale di 7,46 corone per un euro e una banda di oscillazione del ± 2,25%. Il 10 luglio 2020, in vista dell'ingresso di Bulgaria e Croazia nell'Eurozona, le rispettive valute sono state ammesse, con un tasso di cambio fisso, a prendere parte al sistema.